# ترافيس ميجر
ترافيس ميجر (بالإنجليزية: Travis Major)‏ (1990 بأستراليا - ) هو لاعب كرة قدم أسترالي في مركز الهجوم. لعب مع سنترال كوست مارينرز ونادي بلاكتاون سيتي.

## وصلات خارجية
- ترافيس ميجر على موقع قاعدة بيانات كرة القدم.إي يو (الإنجليزية)
- ترافيس ميجر على موقع Soccerway.com (الإنجليزية)
- ترافيس ميجر على موقع عالم كرة القدم.نت (الإنجليزية)